# IPad (5‑го покоління)
iPad 9,7 дюйма (офіційно iPad (5‑го покоління)) — планшетний комп'ютер, що був розроблений, вироблявся та постачався компанією Apple Inc. Після презентації 21 березня 2017 року, суперечливі правила найменування породили ряд різних назв, зокрема «iPad сьомого покоління» або «iPad (2017)».
На відміну від iPad Air 2, цей iPad не має повністю ламінованого дисплея, а також не має антиблікового покриття.
Цей iPad отримав в цілому позитивні відгуки. Його високо оцінили за продуктивність, рецензенти стверджували, що модель була помітно швидшою, ніж старі моделі iPad, а також отримала позитивні відгуки за ціну та час автономної роботи. Однак його критикували за відсутність ламінованого екрана та антиблікового покриття, а також відсутність підтримки Apple Pencil і клавіатури, що підключається через Smart Connector. Його початкова ціна в Сполучених Штатах була найнижчою за всю історію моделей iPad, і ЗМІ зазначали, що нижча ціна може бути спробою заохотити ширше впровадження планшета в секторі освіти, а також для компаній, яким потрібні недорогі планшети для невибагливого використання.
27 березня 2018 року Apple презентувала наступника цього планшету — iPad шостого покоління. Це означало припинення випуску iPad пʼятого покоління.

## Історія
Ця модель iPad була анонсована Apple 24 березня 2017 року в прес-релізі. Виникла плутанина навколо її назви, в під час продажів її називали просто «iPad», але в офіційних заявах і технічних характеристиках називали «iPad п'ятого покоління», хоча так раніше називали iPad Air 2013 року. Інші джерела називали його «iPad сьомого покоління», розглядаючи iPad Air та iPad Air 2 як iPad п'ятого та шостого поколінь відповідно. Його також називають «iPad 2017».

### Стратегії ціноутворення
Метт Капко з CIO написав, що початкова ціна Apple у розмірі 329 доларів США за iPad є нижчою на 70 доларів у порівнянні з iPad Air 2, здається, була встановлена для того, щоб запобігти поширенню ноутбуків Хромбук від Google у освітньому секторі та сприяти ширшому впровадження в термінали, орієнтовані на клієнтів. Капко також написав, що пристрій призначений для компаній, яким потрібні недорогі планшети для невимогливого використання, в тому числі кіоски, касові термінали та екрани гостинності.

## Характеристики

### Апаратне забезпечення
iPad п'ятого покоління має більшість елементів дизайну, що і iPad Air, з дисплеєм 9,7 дюйма (25 см), товщиною 7,5 мм і такими відмінностями, як відсутність фізичного перемикача звуку, менші отвори для мікрофона та лише один ряд отворів для динаміків. У порівнянні з iPad Air 2, процесор оновлено з Apple A8X до A9, що працює із вбудованим співпроцесором руху Apple M9. iPad п'ятого покоління має 2 гігабайти оперативної пам'яті. На відміну від інших доступних моделей iPad, дисплей цього iPad не повністю ламінований і не має антиблікового покриття. Однак цей iPad має яскравіший екран, ніж у iPad Air 2 (на 25 % яскравіший за заявами Apple). Він був доступний у варіантах обсягу сховища на 32 і 128 ГБ. На відміну від лінійки iPad Pro, цей iPad має лише два динаміки (на відміну від чотирьох), не підтримує Smart Connector і не має спалаху камери. Він був доступний в сріблястому, золотистому та космічному сірому кольорах. Незважаючи на те, що він використовує процесор Apple A9 і допоміжний співпроцесор руху M9, що вперше зʼявився у iPhone 6S у 2015 році, iPad не підтримує постійно ввімкнену функцію голосового введення «Hey Siri», яку рекламують як можливу завдяки низькопотужній обробці в тоді ще нових чипах. Використання функцію «Hey Siri» доступно лише коли iPad підключено до джерела живлення.

### Програмне забезпечення
На момент першого випуску iPad постачався з iOS 10, версією мобільної операційної системи Apple. Натомість новіщі пристрої поставлялися для продажів з новою операційною системою iOS 11. Вбудований сканер відбитків пальців Touch ID дозволяє користувачеві розблокувати пристрій, а також схвалювати покупки в App Store, iTunes Store та iBooks Store. Touch ID і Apple Pay дозволяють користувачеві купувати товари на вебсайтах або в додатках.

## Відгуки
Дітер Бон з The Verge написав, що «це тонкий, швидкий планшет», і похвалив екран як «дуже хороший», незважаючи на те, що він не має «вишуканого дисплея True Tone, який має iPad Pro, і не має деяких речей, які зробили екран iPad Air 2 таким приємним: ламінування та антивідблиск». Він розкритикував відсутність підтримки приєднуваних клавіатур і Apple Pencil, водночас похвалив процесор A9 як «значно швидший, ніж у старх iPad», але зазначив, що він «необов'язково значно швидший, ніж iPad Air 2», і «не такий швидкий як у iPad Pro». Йому також не сподобалося, що в iPad є лише два динаміки, а не чотири в iPad Pro, підсумовуючи загальний огляд так: «По суті, я намагаюся вам сказати, що це iPad. Ви вірите, що iPad — це пристойні планшети і що вони мають базовий рівень якості, швидкості та функціональності» та «Купіть його, якщо він вам потрібен, але не хвилюйтесь, якщо цього не зробите».
Саша Сеган з журналу PC Magazine написав, що «iPad компанії Apple доступніший, ніж будь-коли», і зазначив, що «хоча у нинішніх власників iPad немає жодних причин оновлювати, ціна нового iPad завдає удару в серце багатьох конкуруючих планшетів Android». Незважаючи на те, що він критикував неламінований дисплей за те, що той «трохи більш розмитий, ніж його попередник», він стверджував, що «не побачив вимірної різниці» і що це «номінальне погіршення якості, яке насправді не має значення в повсякденному використанні». Сіган також оцінив продуктивність у порівнянні з попередніми моделями iPad, а також покращену роботу Wi-Fi, написавши, що вона «досить вражаюча» з «вдвічі швидшим Wi-Fi на новому iPad, ніж я на Air 2». Джефф Бенджамін з 9to5Mac написав: «Звичайно, йому не вистачає чудового ламінованого антивідблискового дисплея iPad Air 2, і він не такий витончений ні за товщиною, ні за вагою. Але не можна заперечувати, що iPad 2017 року випуску з двоядерним процесором A9 є вигідним». Він описав планшет як «надійну покупку для тих, хто оновлюється, і нових користувачів».
Ігор Боніфачіч з MobileSyrup також високо оцінив продуктивність, а також кількість доступних додатків для iPad, але розкритикував камеру як застарілу та несумісність з клавіатурою/Apple Pencil, узагальнюючи: «iPad 2017 року не є захоплюючим планшетом. Але він не повинен бути захоплюючим, […] Останній планшет Apple — це ітераційне оновлення, розроблене для привернення уваги певної групи споживачів». Боніфачіч також назвав планшет «ідеальним для покупців, які купують планшет вперше». Кріс Веласко з Engadget високо оцінив тривалість роботи акумулятора, описавши його як «один із найкращих iPad, які ми тестували», але також розкритикував відсутність антиблікового покриття на дисплеї, назвавши це «ще одним заходом економії, який я б хотів, щоб Apple переглянула».

## Хронологія
| Хронологія моделей iPad                     |
| ------------------------------------------- |
| Див. також: Хронологія продуктів Apple Inc. |

Джерело: Apple Newsroom Archive.

## Виноски
1. 1 2  1 ГБ = 1 мільярд байт